# KZ Melk
Das Konzentrationslager Melk war ein Außenlager des KZ Mauthausen und bestand vom 21. April 1944 bis zum 15. April 1945 in der heutigen niederösterreichischen Stadtgemeinde Melk. Es war ein Lager für männliche Zwangsarbeiter, die für die Rüstungsproduktion der Steyr Daimler Puch AG bei Roggendorf riesige Stollen in den Berg treiben mussten, wo die Firma Kugellager herstellen ließ. Die Häftlinge wurden auch zur Errichtung verschiedener Barackensiedlungen in der Umgebung und der „Luftwaffen-Siedlung“ in Loosdorf eingesetzt. Weitere Opfer mussten ihren Dienst in einem großen Sägewerk in Amstetten verrichten, das Pölzholz für die unterirdischen Anlagen herstellte.

## Einrichtung und Funktion des Lagers
Das Lager wurde eingerichtet in den Kasernenanlagen einer Pioniereinheit (heute die Birago-Kaserne) und am 21. April 1944 für 500 Häftlinge eröffnet.
Die Pionierkaserne von Melk wurde in zwei Bereiche eingeteilt:
Der erste Bereich war der Häftlingsbereich, bestehend aus Teilen der k.u.k. Kaserne und mehreren Holzbaracken. Im Herbst 1944 wurde dort auch ein eigenes Krematorium errichtet. Der gesamte Häftlingsbereich wurde mit doppeltem Stacheldrahtzaun und einer Kette von Wachtürmen mit MG-Ständen umgeben. Dieser Bereich war in 18 Blöcke unterteilt. Weiterhin existierten dort Werkstätten, eine Entlausungsanlage, das Krankenrevier, die Schreibstube und weitere Einrichtungen.
Der zweite Bereich umfasste die Räume für SS-Mannschaften beziehungsweise die Luftwaffe und diente der Unterbringung der Wachmannschaften. Hierzu wurden wiederum Teile der alten Pionierkaserne verwendet, jedoch auch neue Steinbaracken errichtet. Diese befanden sich außerhalb der Kaserne, auf der anderen Seite der Straße. Weiterhin wurde in Loosdorf eine eigene Wohnanlage für die Wachmannschaften und deren Familien gebaut.
Innerhalb des genau einjährigen Bestehens sind bis März 1945 dort mindestens 14.390 Häftlinge, darunter etwa ein Drittel Juden, eingeliefert worden, von denen etwa 5.000 aufgrund der unmenschlichen Arbeits- und Lebensbedingungen ums Leben kamen. Viele von ihnen wurden gewaltsam getötet durch „Abspritzen“, „auf der Flucht erschossen“, durch Bewacher ermordet oder in der Tötungsanstalt Schloss Hartheim vergast. Die Häftlinge, darunter Kinder und Jugendliche, mussten das harte Quarzgestein aus dem Berg herausbrechen, weshalb das ganze Projekt die Tarnbezeichnung „Quarz“ trug. Ohne Arbeitsschutz-Vorrichtungen und im ausbeuterischen Schichtsystem mussten die Häftlinge diese auszehrende Tätigkeit ausüben, was bei vielen unter ihnen zum Tod führte. Dafür wurde umgehend „Nachschub“ aus dem Hauptlager organisiert. Im Lagergelände wurde ein eigenes Krematorium errichtet, in dem die hier zu Tode gekommenen Häftlinge eingeäschert wurden, dazu viele weitere umgebrachte Häftlinge aus anderen Lagern, hauptsächlich aus Mauthausen. Ihre sterblichen Überreste, Knochen und Asche, wurden in die Donau gekippt.
Ein bisher unaufgeklärter Vorfall ereignete sich ein Vierteljahr nach der Eröffnung. Am 8. Juli 1944 fand ein Luftangriff der 15. US-Luftflotte auf das Lager statt, der etwa 400 Häftlingen den Tod brachte.

## Lagerführung und Wachmannschaften
Erster Lagerführer war für wenige Wochen SS-Untersturmführer Anton Streitwieser und danach bis zur Auflösung des Lagers SS-Obersturmführer Julius Ludolf. Die Wachmannschaft bestand aus 500 Soldaten der Luftwaffe, die im Herbst 1944 durch die Waffen-SS übernommen wurden.

## Endphase und Befreiung des Lagers
Als sich US-Truppen Mitte April 1945 dem Lager näherten, wurden die Häftlinge evakuiert: Kinder und Jugendliche in das KZ Mauthausen sowie die Erwachsenen ins KZ-Außenlager Ebensee. Ursprünglich war geplant, alle Häftlinge in die Stollenanlage „Quarz“ hineinzutreiben und diese dann zu sprengen. Obwohl die Sprengkammern dafür vorbereitet waren, wurde dieser Plan nicht verwirklicht. Wahrscheinlich überzeugte der Luftwaffenarzt Josef Sora die Lagerleitung davon, von diesem Plan abzurücken. Stattdessen gingen große Häftlingstransporte am 11. April nach Mauthausen (1500), am 13. April (4400) und 15. April (1500) April nach Ebensee. Alle nicht transportfähigen Inhaftierten wurden im „KZ-Krankenrevier“ durch einen SS-Sanitätsdienstgrad „abgespritzt“, also durch Gift-Injektionen ins Herz ermordet. Vermutlich kamen die meisten der nach Mauthausen gebrachten Häftlinge in den dortigen Gaskammern um. Einige der Ebenseer Häftlinge dagegen erlebten ihre Befreiung durch die US-Truppen am 6. Mai 1945. Das KZ Melk selber wurde zwei Tage darauf, am 8. Mai 1945, völlig menschenleer stehend von der Roten Armee erreicht.

## Nach Kriegsende
Das Außenlager wurde bald nach der Befreiung für Umsiedler genutzt und nachdem das Gelände 1950 in den Besitz der Stadt Melk überging, wieder seiner ursprünglichen Funktion als Kaserne zugeführt.

## Erinnerung

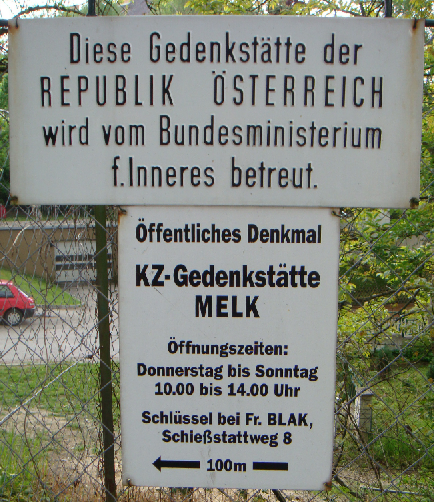
Eingangsschild der KZ-Gedenkstätte

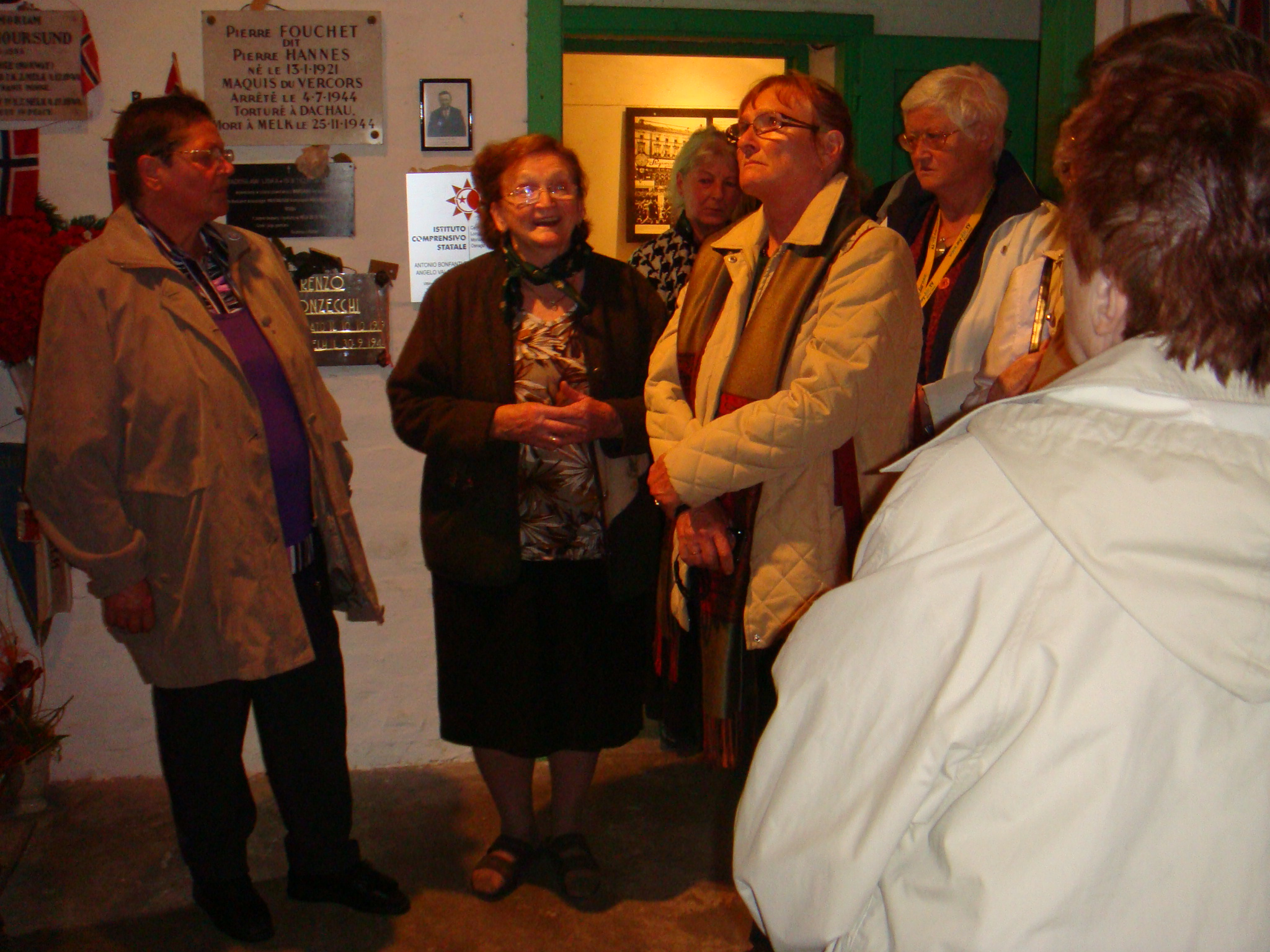
Die Betreuerin der Gedenkstätte, Frau Blak (2.v.l.), bei einem Rundgang, Mai 2010

Das ehemalige Krematorium des Lagers wurde Anfang 1962 zum „Öffentlichen Denkmal Melk“ erklärt. Die 1944 neu errichteten Steinbaracken der Wachmannschaften wurden zerstört und an ihrer Stelle Wohnblöcke errichtet. Außerdem erinnert beim „Kupferschmiedkreuz“ auf der anderen Seite der Autobahn die noch heute vorhandene und von Häftlingen erbaute Zisterne für das KZ an die Geschichte dieses Vernichtungsortes.
Das „Öffentliche Denkmal Melk“ beherbergt seit dem 8. Mai 1992 eine ständige Ausstellung über das KZ Melk, die auf Initiative von Bertrand Perz zurückgeht. In der Gedenkstätte, dem ehemaligen Krematorium, wurde eine neue Ausstellung eingerichtet, die anhand von Fotos, Dokumenten und Objekten sowohl über die wirtschaftlichen Hintergründe, die zur Errichtung des Lagers geführt haben, als auch über das Leben, Leiden und Sterben der Häftlinge informiert.
Am 6. September 2008 wurde durch die Initiative „Viertelfestival Niederösterreich“ auf dem Hauptplatz von Melk eine Telefonzelle installiert, in der per „Telefonbuch“ die Namen überlebender ehemaliger Häftlinge angerufen werden und von ihnen ein Zeitzeugen-Interview abgehört werden kann. Außerdem sind in dieser Zelle erste Hinweise zum KZ Melk zu erhalten. Das Objekt wurde am 8. November 2008 in der Nähe des Eingangs zur Gedenkstätte platziert.
Die Gedenkstätte wird von Gruppen und Initiativen besucht, die sich dort an Ort und Stelle über das Geschehen informieren, Gedenkfeiern abhalten und Vorträge veranstalten. Ein Beispiel ist der Bedenk-Abend der Katholischen Aktion der Diözese St. Pölten, veranstaltet vom Koordinierungsausschuss für Christlich-Jüdische Zusammenarbeit am 7. Juni 2008 mit Gottesdienst und Gespräch.
Grundwehrdiener, die in die Birago-Kaserne einrücken, werden seit 2018 von ausgebildeten Guides über die geschichtlichen Hintergründe des Ortes informiert.
Seit 2020 erinnert beim Eingang der Kaserne eine Gedenktafel an das KZ-Außenlager.